# Бик (Територија Белфор)
Бик (фр. Buc) је насељено место у Француској у региону Франш-Конте, у департману Територија Белфор.
По подацима из 2011. године у општини је живело 308 становника, а густина насељености је износила 126,23 становника/km².

## Демографија
| 1962. | 1968. | 1975. | 1982. | 1990. | 2011. |
| ----- | ----- | ----- | ----- | ----- | ----- |
| 213   | 219   | 230   | 273   | 284   | 308   |